# ダスティン・デルーチ
ダスティン・デルーチ（英: Dustin Delucchi、1977年12月23日 - ）は、アメリカ合衆国の野球選手。
ポジションは外野手。左投左打。2006年までサンディエゴ・パドレスのAAA級でプレーしていた。2006 ワールド・ベースボール・クラシックイタリア代表にイタリア系アメリカ人として選出された。スピードとそれを生かした外野守備を特徴とする。